# 北安河车辆段
北安河车辆段位于中华人民共和国北京市海淀区苏家坨地区北安河村，占地面积31.42公顷，是北京地铁16号线的车辆段，目前是北京地铁最大的车辆段，也是全中国规模最大的地铁车辆段。车辆段可停放44列8A編组列车。